# Convention démocratique et sociale (Sénégal)
Pour les articles homonymes, voir Convention démocratique et sociale.
Le Convention démocratique et sociale (CDS) est un ancien parti politique sénégalais créé en 1996. Abdou Fall était son coordonnateur.
Dissous, il a fusionné avec le Parti démocratique sénégalais (PDS).
Le siège du parti se trouvait à Dakar.
Sa couleur était le vert olive.